# Rick and Morty Simulator: Virtual Rick-ality
Rick and Morty Simulator: Virtual Rick-ality è un videogioco di simulazione in realtà virtuale del 2017, sviluppato da Owlchemy Labs e pubblicato da Adult Swim Games, che ha per protagonisti i personaggi della serie animata Rick and Morty.

## Trama
Rick Sanchez crea, nel suo garage, un clone del nipote Morty, chiedendogli di fare il bucato. Con la lavatrice ora in funzione, Rick spiega che il clone non è più utile e gli spara. Il clone di Morty si ritrova così in Purgatorio, dove gli viene data un'altra possibilità di tornare al garage di Rick. Il prossimo obiettivo è così quello di ottenere un dispositivo all'esterno del garage, ma, dal momento che al clone non è permesso uscire, è obbligato a chiamare Mr. Youseeks per aiutarlo nel suo compito. Il dispositivo si rivela però difettoso. Rick perciò dice di ordinarne un altro, ma il computer prima deve essere riparato. Una volta aggiustato il computer, il nuovo dispositivo viene consegnato e il clone lo attacca a uno sturalavandino, per recuperare un seme incastrato nel gabinetto.
Il seme viene successivamente utilizzato per potenziare la nave spaziale di Rick, che però, durante il tragitto, si rompe, precipitando in una riserva naturale spaziale. Rick perciò equipaggia il clone con armi da fuoco, in modo da difenderli dalla Federazione Galattica, mentre lui ripara la nave. Tuttavia, una volta riparata l'astronave, il clone viene abbandonato a se stesso e si suicida. In Purgatorio il clone prende la decisione di tornare nuovamente in vita nel garage. Qui Rick gli ordina di incubare un uovo trovato nella riserva naturale, finché non si schiude. Dall'uovo viene fuori un piccolo alieno, il cui scopo è quello di aiutare il clone a costruire un dispositivo satellitare. Quando Rick torna nel garage, uccide l'alieno e parte via.
Il satellite costruito convoca delle grandi creature aliene che il clone Morty sconfigge, prima di essere ucciso a sua volta e poi resuscitato. Il clone torna nuovamente al garage, dove due diverse versioni di Rick cominciano a combattere. Il clone di Morty deve così determinare quale di loro sia il Rick originale, per uccidere quello falso. Il Rick sopravvissuto però uccide il clone, per aver usato un'arma da fuoco, senza il suo permesso. Il clone Morty, dopo un'altra visita al Purgatorio, torna nuovamente nel garage. Rick rivela infine che tutti gli avvenimenti accaduti non erano altro che uno stratagemma per far creare al clone un Omega Detergent per fare la lavatrice.

## Modalità di gioco
Utilizzando i visori per realtà virtuale HTC Vive o Oculus Rift per PC oppure PSVR per Playstation 4, il videogiocatore ha la possibilità di controllare un clone di Morty Smith, il coprotagonista della serie Rick and Morty. Il clone è stato creato per aiutare Rick e Morty a svolgere vari compiti, come fare il bucato o riparare navi spaziali. I compiti da svolgere vengono via via assegnati al giocatore, attraverso un orologio da polso, da dove si ricevono gli ordini da un ologramma di Rick. Il movimento da un luogo all'altro si compie attraverso dei portali dimensionali. Inoltre, in alcune situazioni, il giocatore può utilizzare un Mr. Miguardi dal nome Mr. Youseeks che lo aiuta nei lavori più disparati.

## Produzione
L'idea di Owlchemy Labs di lavorare su un videogioco in realtà virtuale, a tema Rick and Morty, è arrivata dopo che il co-creatore della serie Justin Roiland ha invitato il team di sviluppo nella sua residenza a giocare ai videogiochi. Le prime bozze di dialogo sono state scritte da Owlchemy Labs e le registrazioni vocali, registrate da Alex Schwartz, sono state poi inviate a Roiland, come modello per la performance finale.

## Accoglienza
Rick and Morty Simulator: Virtual Rick-ality, secondo il sito Metacritic, ottiene, per la versione PS4, un punteggio di 70/100.
Chris Carter di Destructoid ha assegnato al gioco un punteggio di 7/10 e ritiene che Virtual Rick-ality abbia esemplificato il potenziale dei giochi d'avventura in realtà virtuale. Chris ha apprezzato la beffa fatta a scapito del personaggio del giocatore e ha trovato divertente il finale che rompe la quarta parete. Joe Jube di Game Informer pensa che il gioco funzioni al meglio quando fa riferimenti alla serie animata e quando si compiono azioni diverse da quelle assegnate, dando al gioco una valutazione di 6.5/10. Jon Ryan di IGN ha dato al videogioco un punteggio di 7.9/10, elogiando la stimolazione nell'impegnare il giocatore a "risolvere i vari puzzle e a esplorare gli ambienti". Ryan ha inoltre affermato che "le variazioni dei lavori da svolgere sono state interessanti e divertenti e il modo in cui si naviga nell'ambiente è una soluzione intelligente".
Al contrario, Carter ha criticato l'ottimizzazione del gioco, citando problemi di controlli difettosi, schermi di caricamento troppo lunghi e "balbuzie" varie, che lo hanno portato a riavviare più volte. Jube si lamenta invece che i compiti richiesti diventavano via via monotoni e presentavano, in generale, una mancanza d'impegno.